# Flugzeugkatapult

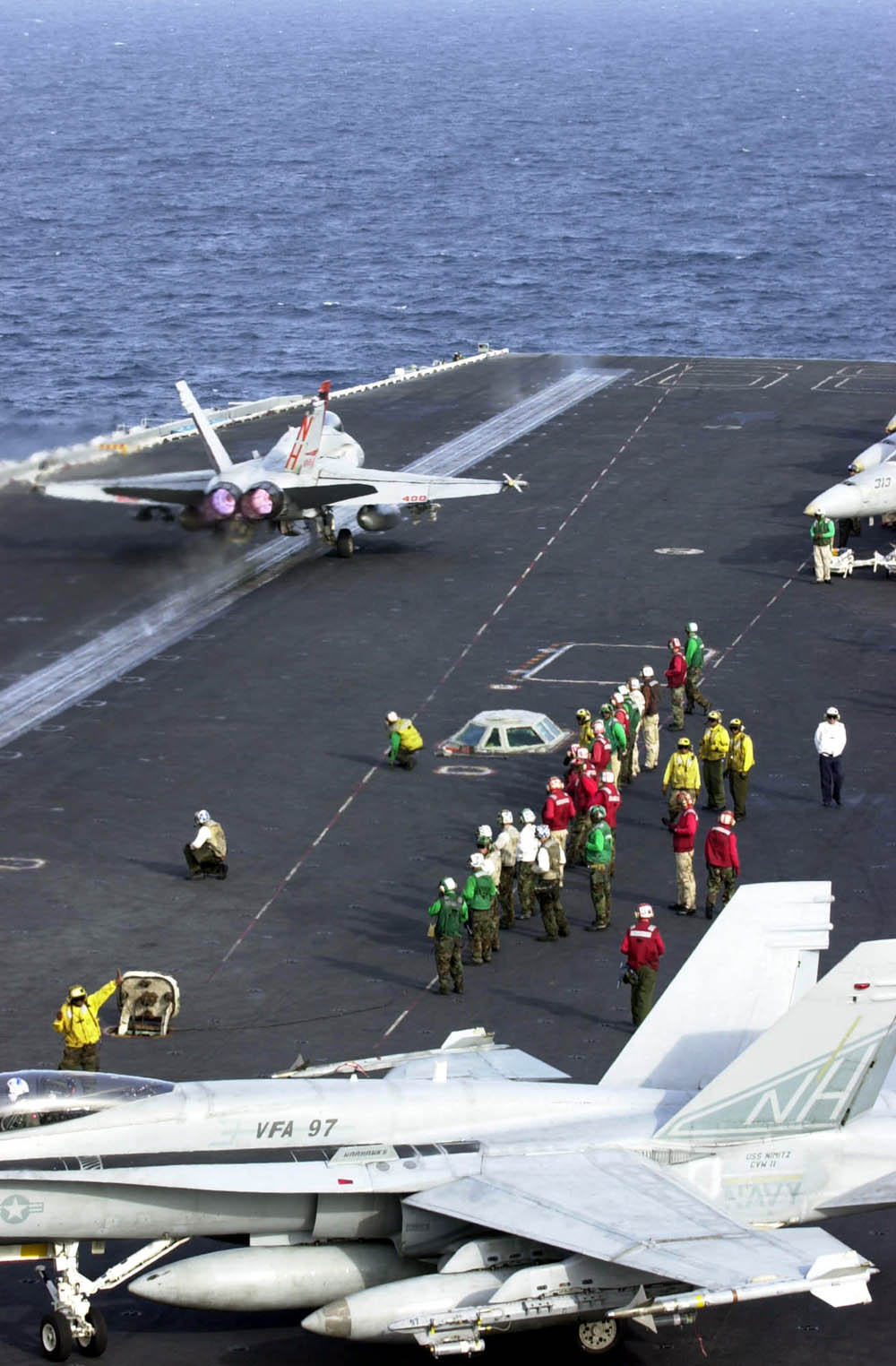
Katapultstart einer F/A-18 Hornet

Flugzeugkatapulte (veraltet auch Flugzeugschleudern) werden in der Luftfahrt als Starthilfevorrichtung verwendet, wenn Flugzeuge nicht durch eigene Kraft die nötige Startgeschwindigkeit erreichen. Dies kann der Fall sein, wenn etwa die Startbahn zu kurz oder die Antriebsleistung des Fluggerätes zu schwach für einen Start ist. Die häufigste Anwendung finden solche Katapulte auf Flugzeugträgern, da die dort eingesetzten Kampfjets auf den extrem kurzen Startstrecken ohne Unterstützung keinen ausreichenden Auftrieb erzielen können. Aber auch viele unbemannte Luftfahrzeuge werden mittels eines Katapults gestartet.

## Geschichte

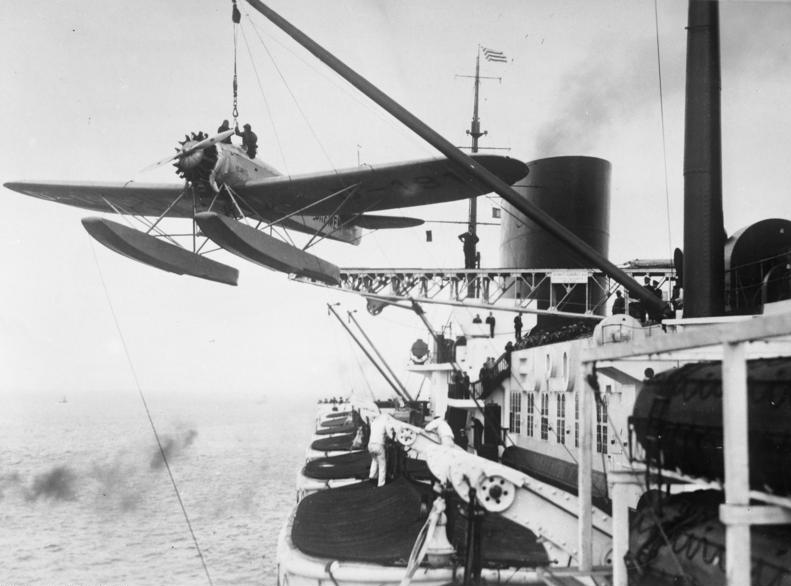
1930: Eine HE 58 wird auf das K-4-Katapult des Dampfers Europa gehoben

Das Konzept eines ersten, mit Pressluft betriebenen Katapultes stammte aus dem Jahr 1916 und war von dem deutschen Marine-Oberingenieur Wilhelm Stein entwickelt worden. Im Herbst 1918 erfolgten einige Versuche mit einem Wasserflugzeug W.29, die bei Ende des Ersten Weltkrieges aber nicht weiter verfolgt wurden. Stein erhielt beim Flugzeugbauer Heinkel eine Anstellung als Betriebsdirektor, wo er weiter am Prinzip des pressluftgetriebenen Schiffskatapultes arbeitete. Es entstanden mehrere Modelle und eigens dafür entwickelte Flugzeugtypen. 1927 wurde die HD 15 erstmals erfolgreich zusammen mit dem Katapult K-1 getestet. Es bestand aus einer Startschiene, auf der ein Startschlitten lief und auf den das Flugzeug aufgesetzt wurde. Zum Start wurde der Schlitten mittels Pressluft und Stahlseilen auf etwa 100 km/h beschleunigt und am Bahnende wieder abgebremst, wobei sich das Flugzeug vom Katapult löste. Heinkels Flugboote und Katapulte kamen in den folgenden Jahren sowohl auf Kriegs- als auch auf Zivilschiffen zum Einsatz (Katapultschiffe) und wurden auch ins Ausland exportiert, wie etwa das Flugboot HD 55. Bis in die 1930er Jahre hinein dominierte Heinkel weltweit den Katapultbau.
Die Entwicklung von Dampfkatapulten begann in den 1930er Jahren, als Schwimmerflugzeuge und Flugboote von Schiffen gestartet werden sollten, ohne sie vorher zu Wasser zu lassen. Die ersten wurden ab 1934 auf Katapultschiffen wie der Schwabenland eingesetzt. Der Dampf wurde von der Antriebsanlage des Schiffs geliefert. Alternativ konnte man den Dampf auch durch einen Wasserstoffperoxid-Dampfgenerator erzeugen.

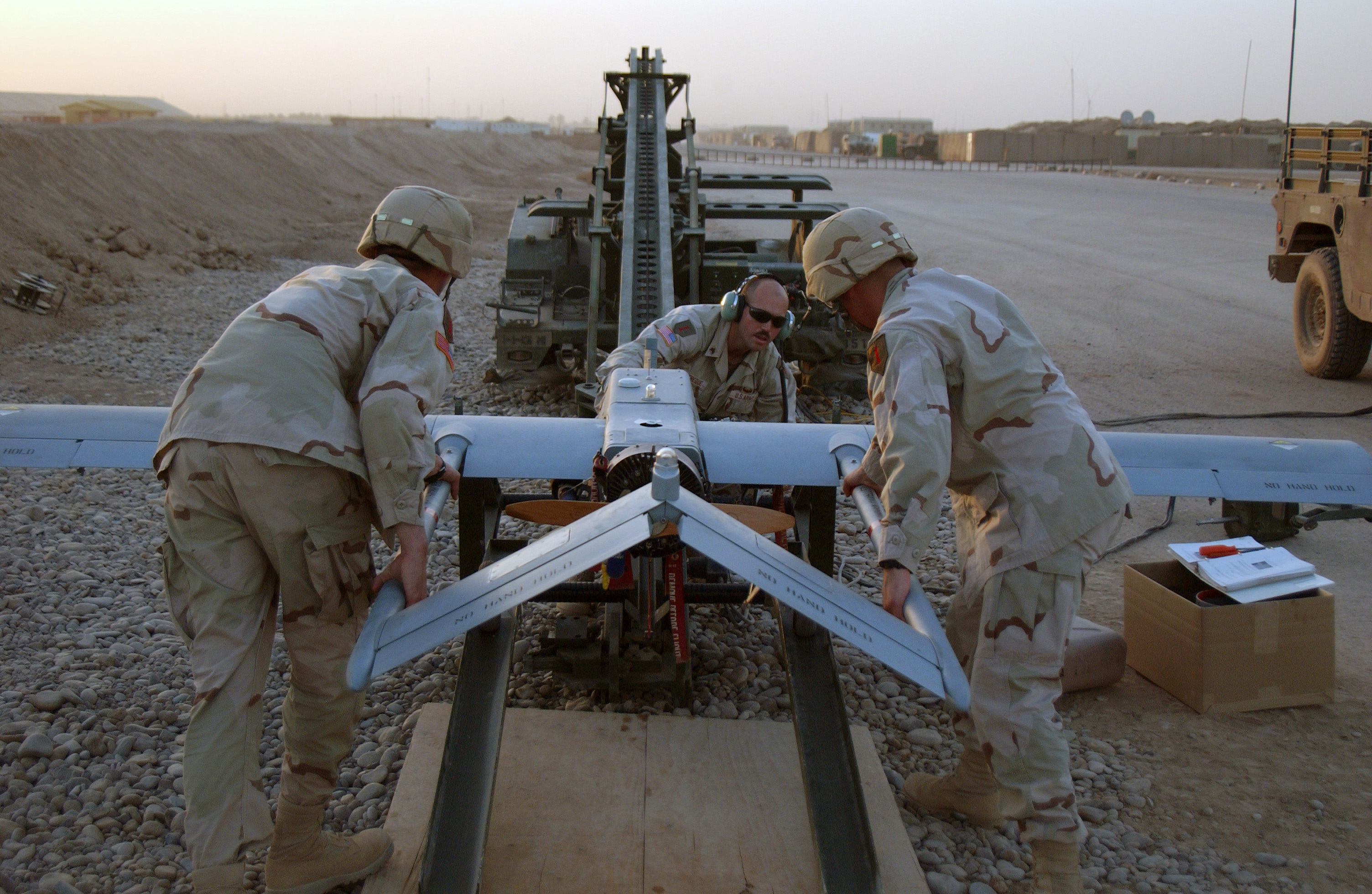
Eine RQ-7 wird mit einem pneumatischem Katapult gestartet

Später wurden Flugkörper von Schleudern gestartet, wie zum Beispiel die Fieseler Fi 103. Moderne schwerere Kampfflugzeuge konnten ab etwa der Zeit nach dem Zweiten Weltkrieg nicht mehr konventionell (d. h. ohne Unterstützung) vom Deck eines Flugzeugträgers aus abheben, weil die selbsterzeugte Anfangsgeschwindigkeit und der Fahrtüberschuss des Trägerschiffes zusammen nicht ausreichten, um die minimal notwendige Fluggeschwindigkeit zu erreichen, die die immer schwerer beschaffenen modernen Flugzeuge zum Auftrieb benötigten. Deswegen wurden dort Dampfstartkatapulte eingesetzt.
Die Dampfkatapulte in der heute bekannten Form wurden von der Royal Navy aus im Zweiten Weltkrieg erbeuteten Schleudern der deutschen Fieseler Fi 103 entwickelt und 1950 auf der HMS Perseus erprobt. Von der Royal Navy übernahm die United States Navy die neue Flugzeugkatapulttechnik und danach rüsteten auch andere Marinen ihre Flugzeugträger mit Dampfkatapulten aus.

## Dampfkatapulte

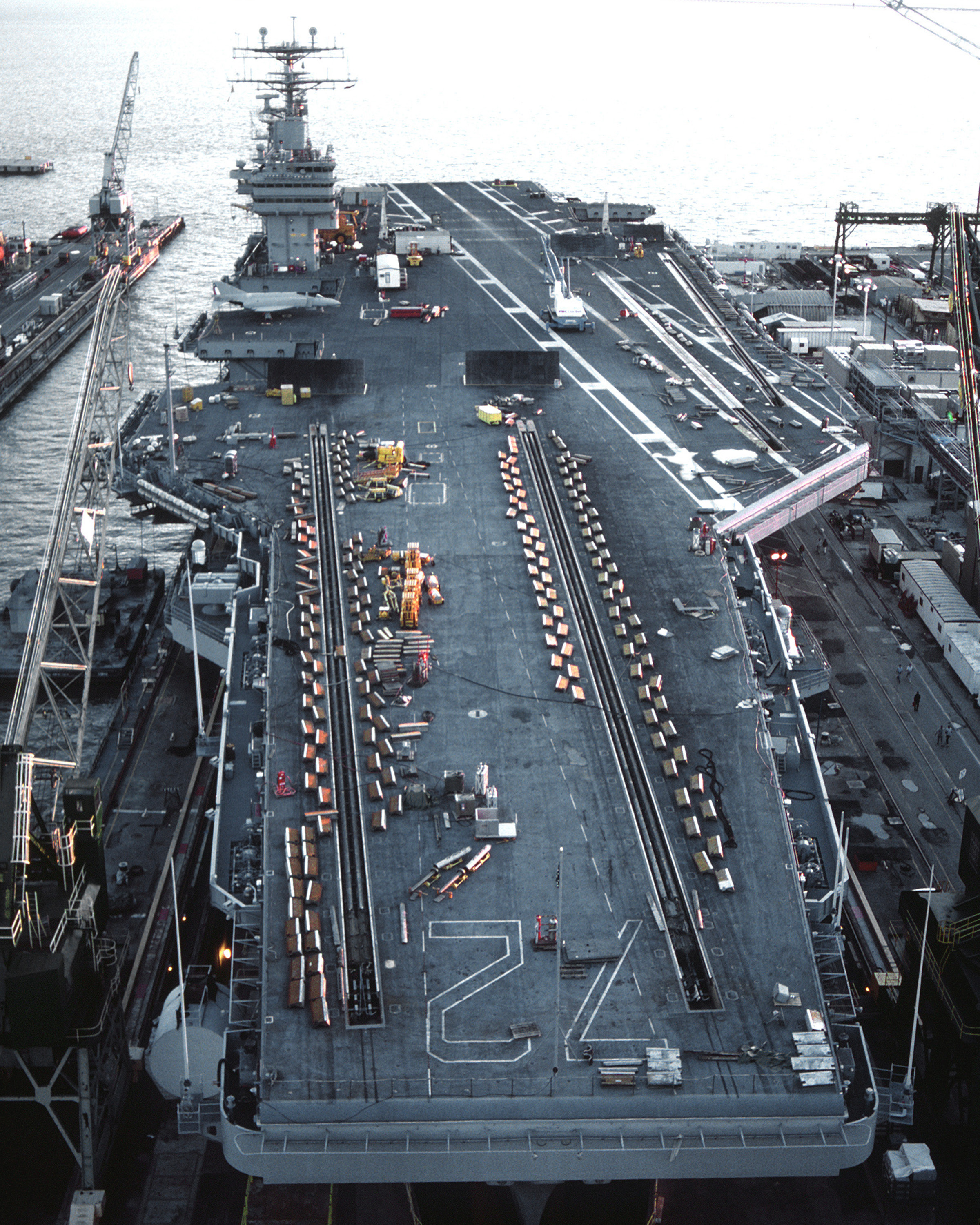
Die insgesamt vier Flugzeugkatapulte sind auf der Abraham Lincoln im Trockendock freigelegt und gut zu erkennen.

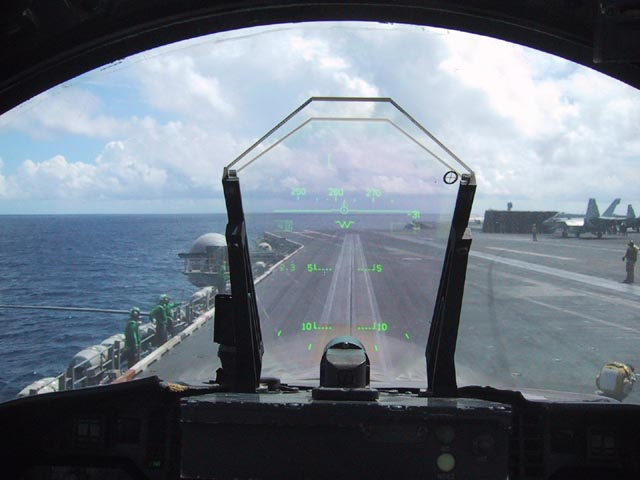
Blick aus dem Cockpit einer F/A-18 Hornet kurz vor dem Katapultstart

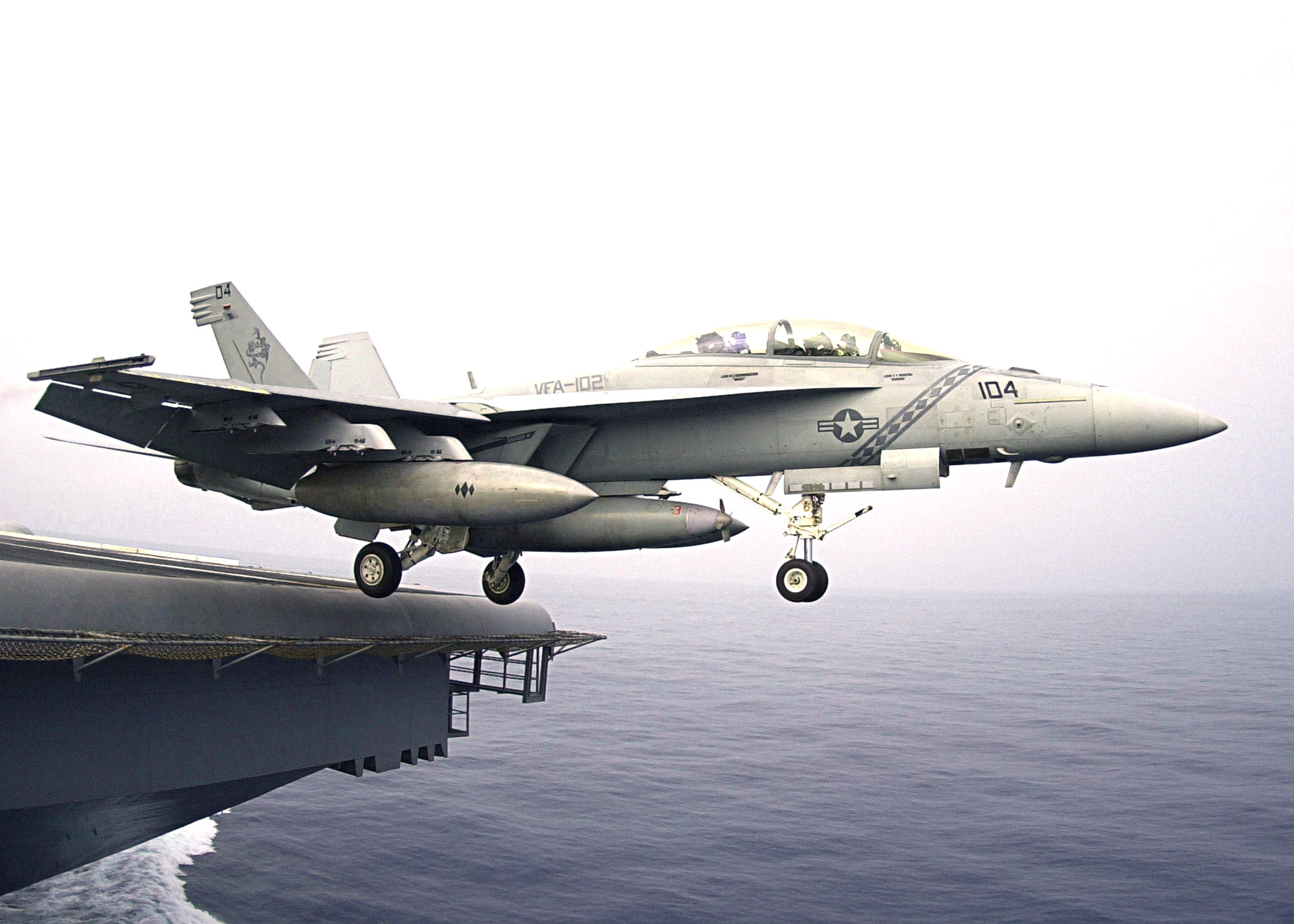
Start einer F/A-18F Super Hornet von der Kitty Hawk

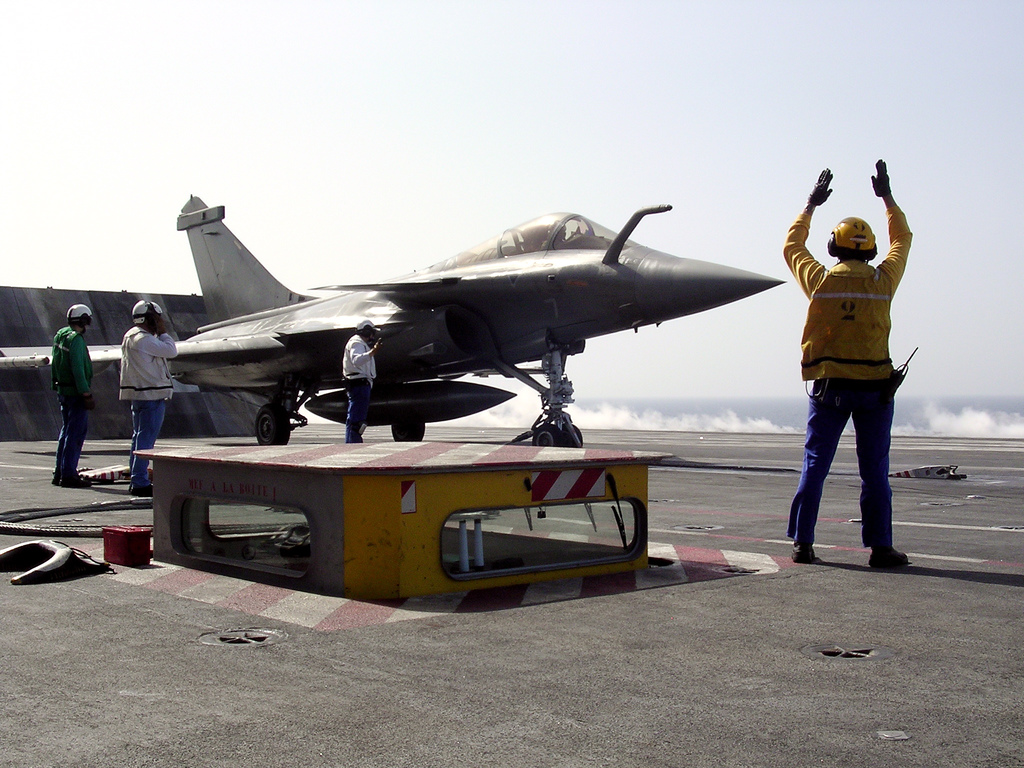
Der Katapultstart einer Rafale wird auf dem Charles-de-Gaulle-Flugdeck vorbereitet

In den Boden des Flugdecks ist dazu eine Schiene eingelassen, auf der ein Schlitten mittels Dampfdruck beschleunigt wird. Dieser Dampf wird bei Flugzeugträgern mit Atomantrieb direkt aus dem Sekundärkreis des Reaktors entnommen. Am Vorderrad des Flugzeugs sorgt ein ausklappbares Verbindungsstück für die Kraftübertragung. Das Flugzeug fährt an den Schlitten heran, bis das Verbindungsstück eingerastet ist. Daraufhin zieht das Katapult kurz an, damit eine Spannung zwischen dem Flugzeug und dem Schlitten besteht und kein plötzlicher Ruck das Bugrad beschädigen könnte.
Der Druck des Dampfkatapults wird auf das jeweilige Gewicht des Flugzeuges eingestellt, damit die erforderliche Geschwindigkeit für den Auftrieb am Ende der Startbahn erreicht werden kann.
Vor dem Start wird das Flugzeug zunächst über eine Haltestange in seiner Position gehalten, bis genügend Dampfdruck aufgebaut wurde und die Triebwerke Maximalschub erreicht haben. Dann wird die Halterung gelöst und das Flugzeug sehr stark beschleunigt, bis seine Tragflächen ausreichend Auftrieb erzeugen.
Der Schlitten wird am Ende der Startbahn auf kürzester Strecke abgebremst. Dies geschieht über einen langen Kegel an der Vorderseite des Schlittens, der am Ende des Katapultweges in ein mit Wasser gefülltes Rohr eindringt. Dank der Kegelform und der dadurch steigenden Wasserverdrängung nimmt auch die Bremswirkung schnell zu und bringt den Schlitten zum Stillstand. Daraufhin wird der Schlitten für den nächsten Start in seine Ausgangsposition zurückgezogen.

## Elektromagnetische Katapulte
Seit Beginn des 21. Jahrhunderts werden auch elektromagnetisch betriebene Katapulte erforscht. Die US Navy hat 2017 einen Flugzeugträger mit elektromagnetischen Katapulten ausgestattet (Electromagnetic Aircraft Launch System, EMALS), die Linearmotoren, ähnlich denen des Transrapids, benutzen. Dabei wird der Schlitten durch magnetische Wechselfelder beschleunigt. Durch die bessere Steuerbarkeit lassen sich mit diesen Systemen die Startbedingungen genau auf das jeweilige Flugzeug und dessen Beladung einstellen. Die zuverlässige Aufbringung kurzzeitig hoher elektrischer Leistung erfordert ein Speichersystem, wie etwa eine Kombination von Schwungrad und Generator. Am 17. Juni 2022 fand der Stapellauf des von der Volksrepublik China gebauten Flugzeugträgers Fujian (vorher als Typ 003 bezeichnet) statt, der mit elektromagnetischen Katapulten ausgestattet ist.
Da die Startbahn auf Flugzeugträgern nur knapp 200 Meter lang ist, ein Kampfjet aber etwa 260 km/h schnell sein muss, um sicher abheben zu können, wird binnen knapp drei Sekunden auf rund 260 km/h beschleunigt. Dies ergibt für den Piloten eine Belastung von 5–6 g.